# Rivoluzioni del 1917-1923
Le rivoluzioni del 1917-1923 furono un'ondata rivoluzionaria che comportò disordini politici e rivolte in tutto il mondo ispirate dal successo della rivoluzione russa e dal disordine creato all'indomani della prima guerra mondiale. Le rivolte erano principalmente di natura socialista o anticoloniale. Alcune rivolte socialiste non riuscirono a creare stati socialisti duraturi. Le rivoluzioni ebbero effetti duraturi nel plasmare il futuro panorama politico europeo, ad esempio con il crollo dell'Impero tedesco e l'abdicazione del kaiser Guglielmo II.
La prima guerra mondiale mobilitò milioni di truppe, rimodellò i poteri politici e provocò disordini sociali. Dal tumulto scoppiarono vere e proprie rivoluzioni, si verificarono scioperi massicci e molti soldati si ammutinarono. In Russia lo zar Nicola II fu rovesciato durante la Rivoluzione del 1917. Seguì la guerra civile russa. Molti soldati francesi si ammutinarono nel 1917 e si rifiutarono di combattere. In Bulgaria molte truppe si ammutinarono e lo zar Ferdinando I abdicò. Scioperi di massa e ammutinamenti si verificarono in Austria-Ungheria e la monarchia asburgica crollò. In Germania la Rivoluzione di novembre del 1918 minacciò di conquistare il paese, ma alla fine fallì. L'Italia, dopo aver già sperimentato la Settimana rossa nel giugno 1914, affrontò nuovi scioperi di massa e vide infine sorgere il fascismo dopo un biennio rosso. La Turchia visse una guerra di indipendenza di successo. In tutto il mondo si verificarono varie altre proteste e rivolte.

## Rivoluzioni comuniste in Europa

### Russia

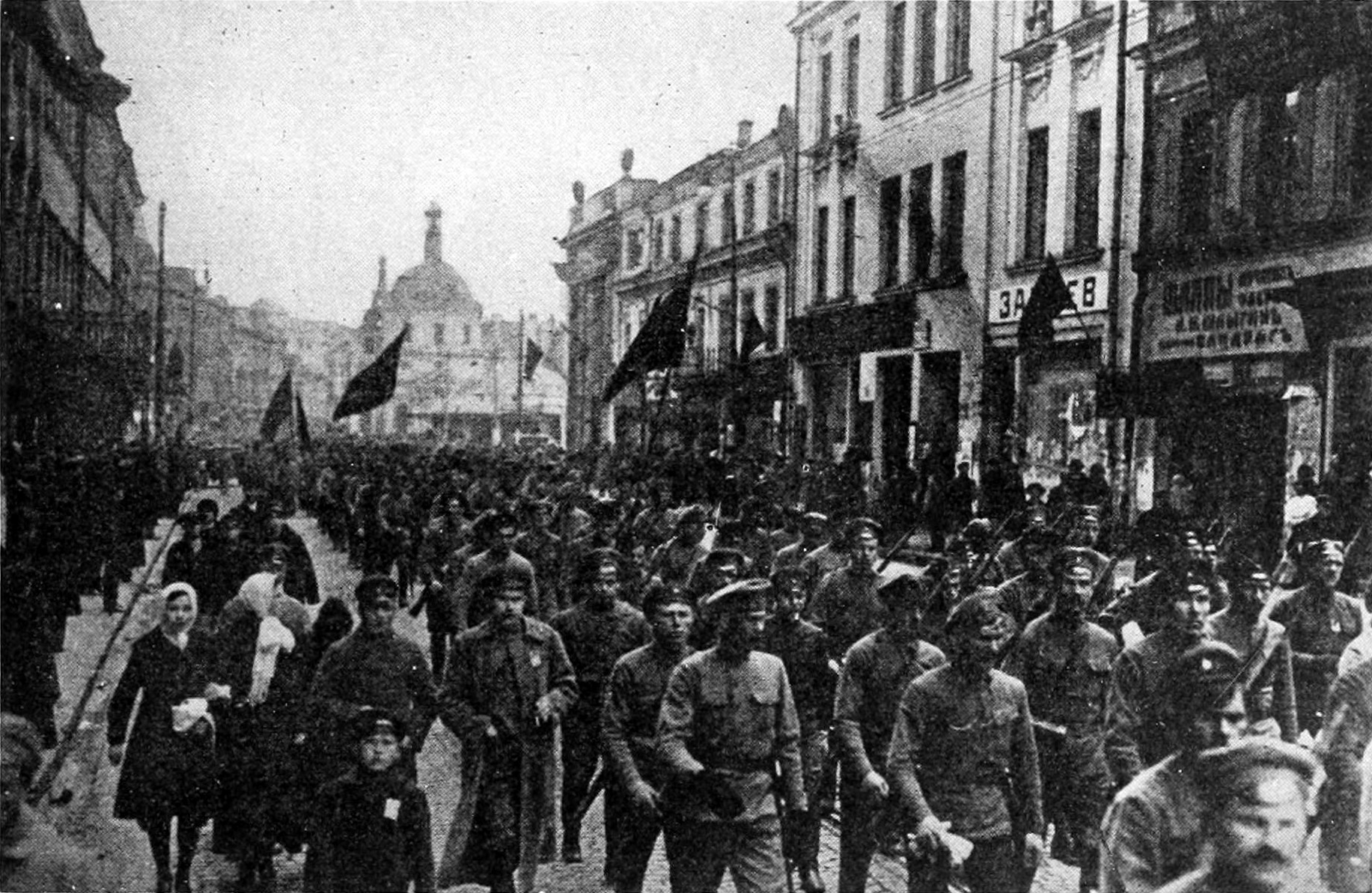
La Rivoluzione d'ottobre a Mosca, Russia (1917).

Nella Russia imperiale dilaniata dalla guerra, la liberale Rivoluzione di febbraio rovesciò la monarchia. Seguì un periodo di instabilità e i bolscevichi presero il potere durante la Rivoluzione d'ottobre. I bolscevichi in ascesa presto si ritirarono dalla guerra con grandi concessioni territoriali tramite il trattato di Brest-Litovsk e combatterono i loro rivali politici durante la guerra civile russa, comprese le forze di invasione delle potenze alleate. In risposta a Vladimir Lenin, i bolscevichi e l'emergente Unione Sovietica, le forze anticomuniste di un vasto assortimento di fazioni ideologiche combatterono contro i bolscevichi, in particolare dal movimento bianco controrivoluzionario e dagli eserciti verdi dei contadini, i vari movimenti nazionalisti in Ucraina dopo la rivoluzione russa e altri potenziali nuovi stati come quelli della Transcaucasia sovietica e dell'Asia centrale sovietica, la terza rivoluzione russa di ispirazione anarchica e la ribellione di Tambov.
Nel 1921 l'esaurimento, il crollo dei trasporti e dei mercati e le minacce di fame fecero sì che anche gli elementi dissidenti dell'Armata Rossa si rivoltassero contro lo Stato comunista, come durante la rivolta di Kronštadt. Tuttavia le forze antibolsceviche erano scoordinate e disorganizzate e operavano tutte alla periferia. L'Armata Rossa, operante al centro, li sconfisse uno alla volta e riprese il controllo. Il completo fallimento delle rivoluzioni ispirate dall'Internazionale Comunista (Comintern) fu un'esperienza che fa riflettere a Mosca, e i bolscevichi passarono dalla rivoluzione mondiale al socialismo in un solo Paese, la Russia. Lenin si mosse per aprire relazioni commerciali con il Regno Unito, la Germania e altri importanti Paesi. Più drammaticamente, nel 1921, Lenin introdusse una sorta di capitalismo su piccola scala con la sua Nuova Politica Economica (NEP). In quel processo di rivoluzione e controrivoluzione, l'Unione delle Repubbliche Socialiste Sovietiche (URSS) fu creata ufficialmente nel 1922.

### Europa occidentale

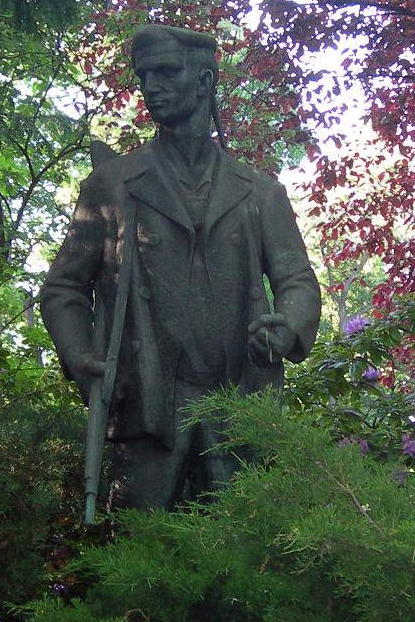
Statua di un soldato rivoluzionario; memoriale della Rivoluzione di novembre a Berlino

Le vittorie leniniste ispirarono anche un'ondata del comunismo mondiale: la più ampia rivoluzione tedesca e la sua progenie, come la Repubblica Bavarese dei Consigli, la vicina rivoluzione ungherese e il biennio rosso in Italia, oltre a varie piccole rivolte, proteste e scioperi, che si rivelarono abortivi.
La rivoluzione di novembre si rivelò tuttavia decisiva nell'abdicazione del Kaiser tedesco, così come la fine dell'Impero tedesco e come tale venne a plasmare il futuro politico dell'Europa. Aiutò anche a convincere i legislatori del Regno Unito a iniziare a revocare l'embargo paralizzante sul paese.
I bolscevichi cercarono di coordinare questa nuova ondata di rivoluzione nel Comintern guidato dai sovietici, e i nuovi partiti comunisti si separarono dalle loro ex organizzazioni socialiste e dalla più antica Seconda Internazionale moderata. Lenin vedeva il successo della potenziale rivoluzione tedesca come in grado di porre fine all'isolamento economico della neonata Russia sovietica. Nonostante le ambizioni per la rivoluzione mondiale, il vasto movimento del Comintern ebbe più battute d'arresto che successi nella sua generazione successiva, e fu abolito nel 1943.
Dopo la seconda guerra mondiale l'Armata Rossa occupò la maggior parte dell'Europa orientale e i comunisti salirono al potere negli Stati baltici (che ridivennero forzosamente parte dell'Unione Sovietica), in Polonia, Ungheria, Albania, Cecoslovacchia, Romania, Bulgaria e Germania Est.

## Rivoluzioni non comuniste

### Irlanda
In Irlanda, allora parte del Regno Unito, la nazionalista Rivolta di Pasqua del 1916 anticipò la guerra d'indipendenza irlandese (1919-1921) nello stesso periodo storico di questa prima ondata di rivoluzione comunista. Il movimento repubblicano irlandese dell'epoca era prevalentemente una forma nazionalista e populista di repubblicanesimo radicale e, sebbene avesse posizioni di sinistra e includesse socialisti e comunisti, non era comunista. Le repubbliche irlandese e russa sovietica, tuttavia, trovarono un terreno comune nella loro opposizione all'Impero britannico e stabilirono relazioni commerciali. Tuttavia lo storico britannico Edward Carr in seguito commentò che "i negoziati non furono presi molto sul serio da nessuna delle due parti". Sia la Repubblica irlandese che la Repubblica Socialista Federativa Sovietica Russa erano stati paria esclusi dalla conferenza di pace di Parigi (1919-1920).
Il risultante Stato Libero d'Irlanda fu fondato nel 1922.

### Grecia
Lo scontro tra repubblicanesimo radicale e monarchismo conservatore fu al centro anche del conflitto politico in Grecia. Negli anni precedenti la guerra la Grecia aveva partecipato alle guerre balcaniche contro gli stati vicini per motivi nazionalisti e irredentisti. La Grande Guerra, portando la Grecia dalla parte vittoriosa contro il suo vecchio rivale, l'Impero ottomano, aveva portato a un culmine le tensioni esistenti tra due fazioni sciolte delle élite politiche greche che è noto come lo Scisma Nazionale. A sinistra, i Venizelisti, guidati da Eleutherios Venizelos, erano liberali, repubblicani, progressisti e nazionalisti; favorivano Francia e Regno Unito in politica estera e cercarono profonde riforme democratizzanti influenzate dai radicali nella Terza Repubblica francese e dal primo ministro britannico David Lloyd George. A destra, i monarchici erano conservatori, clericali e tradizionalisti; favorivano la Germania in politica estera e sostenevano un potente ruolo politico per il re. Tra il 1919 e il 1922, la Grecia perseguì la guerra con la Turchia per approfittare della dissoluzione dell'Impero ottomano e acquisire un territorio abitato da etnia greca. Il disastro della Grecia nella battaglia di Dumlupınar provocò il discredito della sua istituzione conservatrice e monarchica: gli ammutinamenti dell'esercito e le rivolte popolari nel 1922 portarono inizialmente a un colpo di Stato militare da parte di ufficiali dell'esercito repubblicano, seguito dall'abdicazione forzata del re Costantino I nel 1923 e dall'abolizione della monarchia e l'istituzione della Seconda Repubblica ellenica nel 1924. Quel periodo di instabilità continuò per il resto del periodo tra le due guerre, con il generale Pangalos installato come dittatore nel colpo di Stato militare del 1925, un ritorno alla democrazia sotto Venizelos nel 1928 e la restaurazione della monarchia con un colpo di Stato militare nel 1935.

### Spagna
La Spagna, nonostante la sua neutralità durante la guerra, fu anch'essa colpita da disordini tra repubblicanesimo radicale e monarchismo tradizionalista. La monarchia della Restaurazione del 1874 era un regime parlamentare ma conservatore che sottorappresentava le classi popolari e conferiva al monarca un ruolo politico di primo piano. Una rivoluzione democratizzante fu tentata nel 1917 da un'alleanza di repubblicani radicali, socialisti e ufficiali disamorati delle Forze armate spagnole, ma presto fallì. Dopo la guerra, tuttavia, i critici della monarchia costituzionale crebbero poiché il clima internazionale si era dimostrato favorevole al cambiamento istituzionale repubblicano o democratizzante e lo Stato della Restaurazione si era dimostrato incapace di risolvere una serie di sfide poste dalla guerra, in particolare una crisi economica del dopoguerra e una rinnovata azione antimperiale nelle colonie. I movimenti di sciopero proliferarono tra il 1919 e il 1923, portando in particolare a un crescente conflitto paramilitare tra i movimenti dei lavoratori e dei datori di lavoro in città come Barcellona. Nel frattempo, la Spagna entrò in guerra nel 1920 per mantenere il controllo sugli ultimi resti del suo impero coloniale, che culminò nella disastrosa sconfitta della battaglia di Annual nel 1922, che alla fine screditò la monarchia costituzionale. Le ripetute elezioni non riuscirono a produrre maggioranze lavorative in parlamento né per il partito dell'establishment, né per il Partito Liberale Fuso né per il Partito Liberal-Conservatore, per affrontare le crisi. Di fronte ai disordini sociali diffusi e alla paralisi istituzionale, il generale Miguel Primo de Rivera chiese il potere e fu nominato capo del governo con poteri dittatoriali dal re Alfonso XIII. I movimenti rivoluzionari e democratizzanti del 1916-1922 furono prevenuti dall'instaurazione di una dittatura militare che sarebbe durata fino alla Seconda Repubblica del 1931.

### Messico
Lo stesso era vero per la Rivoluzione messicana (1910-1920), che era degenerata in lotte tra fazioni tra i ribelli nel 1915, quando le forze più radicali di Emiliano Zapata e Pancho Villa persero terreno a favore della più conservatrice "oligarchia di Sonora" e del suo esercito costituzionale. I Felicisti, l'ultimo grande gruppo di controrivoluzionari, abbandonarono la loro campagna armata nel 1920, e le lotte intestine per il potere si placarono per un po' dopo che il generale rivoluzionario Álvaro Obregón aveva corrotto o ucciso allo stesso modo i suoi ex alleati e rivali, ma il decennio successivo fu testimone dell'assassinio di Obregón e molti altri, falliti tentativi di golpe militare e una massiccia rivolta tradizionalista, la guerra cristera, contro la persecuzione dei cattolici romani da parte del governo.

### Malta
Il Sette giugno del 1919 fu una rivolta caratterizzata da una serie di sommosse e proteste da parte della popolazione maltese, inizialmente come reazione all'aumento del costo della vita all'indomani della prima guerra mondiale e al licenziamento di centinaia di lavoratori dal cantiere navale. Ciò coincise con le richieste popolari di autogoverno che portarono alla formazione di un'Assemblea nazionale a La Valletta contemporaneamente alle rivolte. Ciò aumentò drammaticamente la rivolta, poiché molte persone si diressero a La Valletta per mostrare il loro sostegno all'Assemblea. Le forze britanniche spararono sulla folla, uccidendo quattro uomini del posto. Il costo della vita aumentò drammaticamente dopo la guerra. Le importazioni furono limitate e, man mano che il cibo scarseggiava, i prezzi aumentarono, il che fece la fortuna di agricoltori e commercianti con eccedenze da commerciare.

### Egitto
La rivoluzione egiziana del 1919 una rivoluzione nazionale contro l'occupazione britannica dell'Egitto e del Sudan, fu portata avanti da egiziani e sudanesi di diversi ceti sociali sulla scia dell'esilio ordinato dai britannici del leader rivoluzionario Sa'd Zaghlul e di altri membri del Wafd nel 1919. La rivoluzione portò al riconoscimento del Regno Unito dell'indipendenza egiziana nel 1922 e all'attuazione di una nuova Costituzione nel 1923. Il Regno Unito, tuttavia, continuò a controllare quello che fu ribattezzato Regno d'Egitto. I britannici guidarono il re e mantennero il controllo della zona del Canale di Suez, del Sudan e degli affari esteri e militari dell'Egitto. Re Fu'ad morì nel 1936 e Fārūq ereditò il trono a soli 16 anni. Allarmato dalla guerra d'Etiopia (o seconda guerra italo-abissina) durante la quale l'Italia fascista invase l'Etiopia, firmò il trattato anglo-egiziano, che richiedeva al Regno Unito di ritirare tutte le truppe dall'Egitto entro il 1949 tranne che nel Canale di Suez. Durante la seconda guerra mondiale le truppe alleate usarono l'Egitto come base principale per le loro operazioni in tutta la regione. Le forze armate britanniche furono ritirate nell'area del Canale di Suez nel 1947, ma il sentimento nazionalista anti-britannico continuò a crescere dopo la guerra.

## Elenco dei conflitti

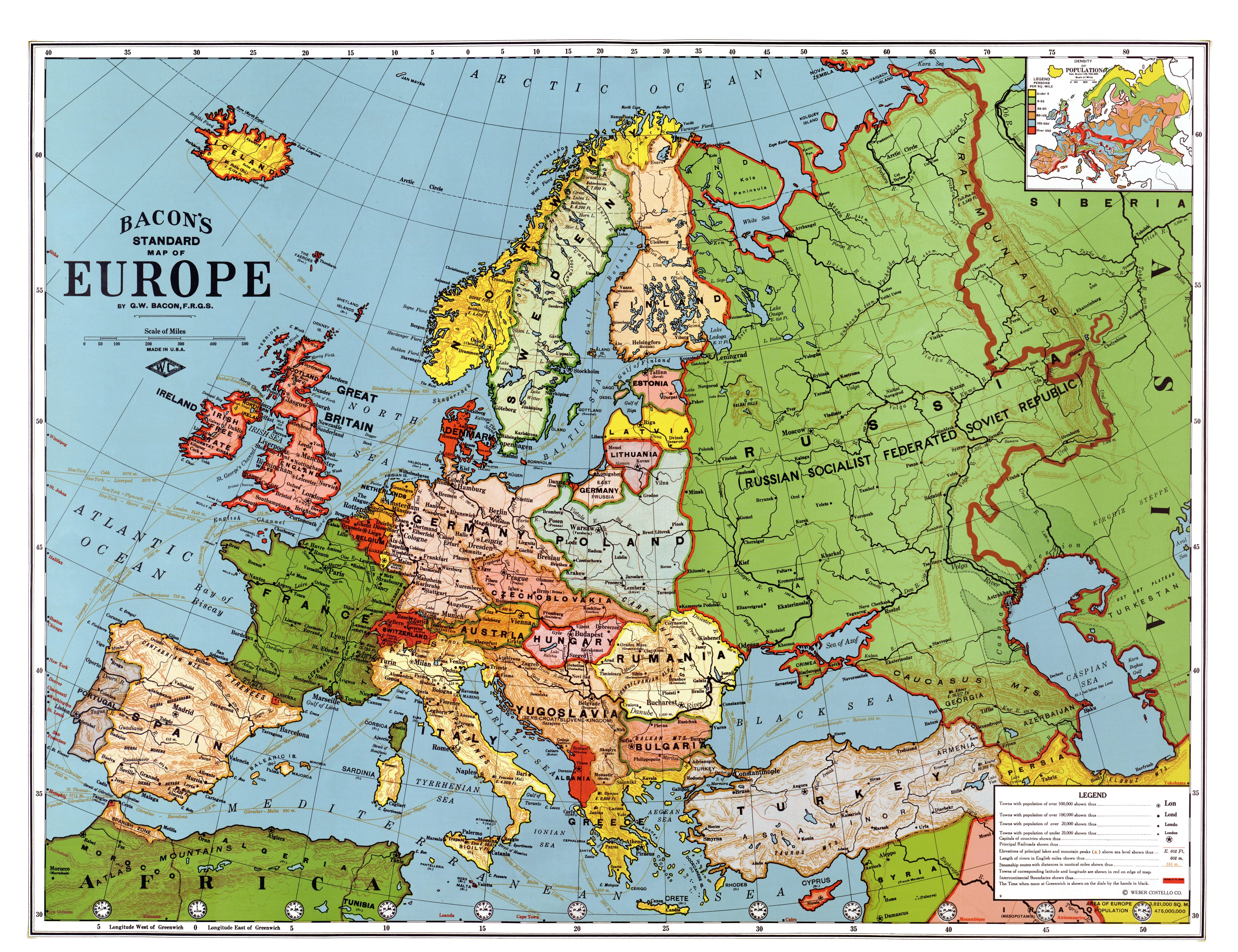
Mappa dell'Europa nel 1923, dopo le rivoluzioni.

### Rivoluzioni comuniste nel periodo 1917-1924
- Rivoluzione russa (1917)
  - Repubblica Sovietica Russa
  - Repubblica Sovietica Ucraina (1918)
  - Repubblica Socialista Sovietica Ucraina (1919)
  - Repubblica Socialista Sovietica Lituano-Bielorussa
  - Repubblica Socialista Sovietica Lituana (1918-1919)
  - Repubblica Socialista Sovietica Lettone (1918-1920)
  - Comunità dei lavoratori estoni
  - Repubblica Socialista Finlandese dei Lavoratori
- In Spagna:
  - Rivoluzione del 1917
  - Triennio bolscevico (1918-1921)
- Movimento costituzionalista di Gilan (1915/1917-1920)
  - Repubblica Socialista Sovietica Persiana (1920-1921)
- Territorio Libero (1918)
- Rivoluzione dei crisantemi (1918)
- Settimana rossa (Paesi Bassi) (1918)
- Guerra civile finlandese (1918)
- Ribellione di Darwin (1918)
- Violenza politica in Germania (1918-1933)
  - Rivoluzione di novembre (1918-1919)
    - Stato Popolare della Baviera (1918-1919)
    - Repubblica Sovietica della Sassonia (1918-1919)
    - Repubblica Sovietica di Brema (1919)
    - Repubblica Bavarese dei Consigli (1919)

  - Rivolta della Ruhr (1920)
  - Azione di marzo (Germania) (1921)
  - Insurrezione di Amburgo (1923)
  - Ottobre tedesco (1923)
- Consiglio dei soldati di Bruxelles (1918)
- Controrivoluzione ungherese (1918-1920)
  - Repubblica Sovietica Ungherese
  - Repubblica Sovietica Slovacca (1919)
- In Italia:
  - Biennio rosso (1919-1920)
    - Giornate rosse di Viareggio (1920)
    - Rivolta dei Bersaglieri (1920)

  - Fatti di Empoli (1921)
  - Repubblica di Albona (1921)
  - Ribellione di Proština (1921)
  - Fatti di Sarzana (1921)
  - Fatti di Parma (1922)

- Settimana tragica (1919)
- Soviet di Limerick (1919)
- Rivolta laburista canadese (1919)[12]
- Tentato colpo di Stato in Georgia del 1920
- Comitato rivoluzionario provvisorio polacco (1920)
- Ribellione della Patagonia (1920-1922)
- Rivoluzione mongola del 1921
- Ribellione del Rand (1921-1922)
- Rivolta di settembre (Bulgaria) (1923)
- Rivolta di Tatarbunary (1924)
- Colpo di Stato in Estonia del 1924 ("Rivolta di Tallinn") (1924)
- Rivoluzione comunista lussemburghese (1918)

### Rivolte di sinistra contro i bolscevichi
- Insurrezione socialrivoluzionaria del 1918
- Rivolte di sinistra contro i bolscevichi (1918-1922)
- Esercito insurrezionale rivoluzionario d'Ucraina (1920-1922)
- Ribellione di Tambov (1920-1921)
- Rivolta di Kronštadt (1921)
- Rivolta d'agosto (Georgia) (1924)

### Controrivoluzioni contro l'URSS iniziate nel 1917-1921
- Movimento bianco (1917-1923)
- Repubblica Popolare Ucraina (1917-1921)
- Repubblica Popolare del Kuban' (1918-1920)
- Repubblica delle Montagne del Caucaso Settentrionale (1917-1920)
- Repubblica Democratica di Georgia (1918-1921)
- Prima Repubblica di Armenia (1918-1920)
- Repubblica dell'Armenia montanara (1921)
- Repubblica Democratica di Azerbaigian (1918-1920)
- Repubblica di Mura (1919)
- Biennio nero in Italia (1921-1922)
- Colpo di Stato bulgaro del 1923
- Colpo di Stato in Spagna del 1923

### Controrivoluzioni sovietiche
- Guerra civile russa (1917-1923)
- Terrore rosso (1918)
- Guerra sovietico-polacca (1919-1921)

### Altre
- Colpo di Stato in Portogallo del dicembre 1917
- Movimento di sciopero brasiliano del 1917-1919
  - Insurrezione anarchica di Rio de Janeiro del 1918
- Sciopero generale svizzero del 1918
- Moti per il riso del 1918
- Sollevazione della Grande Polonia (1918-1919)
- Rivolta di Sejny (1919)
- In Italia:
  - Impresa di Fiume (1919-1920)
  - Marcia su Roma (1922)
- Rivolte nella Slesia (1919-1921)
- Guerra d'indipendenza turca (1919-1923)
- Terza guerra anglo-afghana (1919)
- Guerra d'indipendenza irlandese (1919-1921)
- Insurrezione anti-britannica in Iraq (1920)
- Putsch di Kapp (1920)
- Rivolta in Ungheria occidentale (1921)
- Guerra civile irlandese (1922-1923)
- Putsch di Monaco (1923)
- Ribellione del Lussemburgo (1919)